# تاتووکی
تاتووکی (به لاتین: Tątławki) یک روستا در لهستان است که در Gmina Morąg واقع شده‌است.